# Julija Lewtschenko
Julija Andrijiwna Lewtschenko (ukrainisch Юлія Андріївна Левченко, engl. Transkription Yuliya Levchenko; * 28. November 1997 in Artemiwsk) ist eine ukrainische Leichtathletin, die sich auf den Hochsprung spezialisiert hat. 2017 wurde sie in London mit 19 Jahren Vizeweltmeisterin.

## Sportliche Laufbahn
Erste internationale Erfahrungen sammelte Julija Lewtschenko bei den Jugendweltmeisterschaften 2013 in Donezk, bei denen sie mit 1,70 m den dreizehnten Rang belegte. 2014 gewann sie die Goldmedaille bei den Olympischen Jugendspielen in Nanjing mit neuer persönlicher Bestleistung von 1,89 m. 2015 nahm sie an den Junioreneuropameisterschaften in Eskilstuna teil und wurde dort mit 1,83 m Sechste. Zudem qualifizierte sie sich für die Weltmeisterschaften in Peking und scheiterte dort in der Qualifikationsrunde. Bei den U20-Weltmeisterschaften 2016 im polnischen Bydgoszcz gewann sie mit 1,86 m die Bronzemedaille. Es erfolgte die Teilnahme an den Olympischen Spielen in Rio de Janeiro, bei denen sie das Finale der besten Zwölf aber verpasste.
2017 gewann sie bei den Halleneuropameisterschaften die Bronzemedaille mit neuer Bestleistung von 1,94 m. Bei den U23-Europameisterschaften in Bydgoszcz gewann sie mit neuer persönlicher Bestleistung von 1,96 Metern die Goldmedaille vor ihrer Landsfrau Iryna Heraschtschenko. Nach mehreren Leistungsverbesserungen bei Meeting der Diamond League qualifizierte sie sich für die Weltmeisterschaften in London. Dort steigerte sie ihre Bestleistung auf 2,01 m und gewann damit die Silbermedaille hinter der favorisierten, unabhängigen Starterin, Marija Lassizkene. 2018 nahm sie an den Hallenweltmeisterschaften in Birmingham teil und belegte dort mit nur 1,89 m den fünften Platz. Im August nahm sie erstmals an den Europameisterschaften in Berlin teil und erreichte mit einem Sprung über 1,91 m im Finale den neunten Platz. Im Jahr darauf überquerte sie bei den Halleneuropameisterschaften in Glasgow 1,99 m und gewann damit die Silbermedaille hinter Marija Lassizkene. Anschließend verteidigte sie bei den U23-Europameisterschaften in Gävle mit 1,97 m ihren Titel und verbesserte sich bei dem The Match Europe v USA in Minsk Anfang September auf 2,02 m. Bei den Weltmeisterschaften in Doha wenige Wochen darauf übersprang sie im Finale 2,00 m und wurde damit Vierte. Ende Oktober gewann sie dann bei den Militärweltspielen in Wuhan mit 1,92 m die Silbermedaille hinter Lassizkene. 2020 wurde sie beim Herculis mit 1,98 m Zweite und siegte anschließend beim Memoriał Ireny Szewińskiej mit übersprungenen 2,00 m. Anschließend wurde sie beim Bauhaus-Galan mit 1,98 m erneut Zweite und siegte dann beim Memoriał Kamili Skolimowskiej und beim „Anhalt 2020“, ehe sie bei der Golden Gala Pietro Mennea mit 1,98 m siegte. 2021 belegte sie dann bei den Halleneuropameisterschaften in Toruń mit 1,94 m den vierten Platz. Im August startete sie erneut bei den Olympischen Sommerspielen in Tokio und belegte dort mit 1,96 m im Finale den achten Platz. 
2022 wurde sie mit 1,95 m Dritte beim Meeting de Paris und schied anschließend bei den Weltmeisterschaften in Eugene mit 1,90 m in der Qualifikationsrunde aus. Daraufhin wurde sie bei den Europameisterschaften in München mit 1,86 m Neunte. Im Jahr darauf gelangte sie bei den Halleneuropameisterschaften in Istanbul mit 1,94 m auf Rang vier. Im Juli wurde sie beim Memoriał Kamili Skolimowskiej mit 1,98 m Dritte und anschließend schied sie bei den Weltmeisterschaften in Budapest mit 1,89 m in der Vorrunde aus. 2024 gelangte sie bei den Hallenweltmeisterschaften in Glasgow mit 1,84 m auf den neunten Platz und im Juni verpasste sie bei den Europameisterschaften in Rom mit 1,85 m den Finaleinzug. Daraufhin brachte sie bei den Olympischen Sommerspielen in Paris in der Vorrunde keinen gültigen Versuch zustande.
In den Jahren 2018 und 2019 wurde Lewtschenko ukrainische Meisterin im Hochsprung im Freien sowie 2018 und 2019 und 2023 und 2024 auch in der Halle.

## Auszeichnungen
- Europas Leichtathlet des Jahres: Aufsteigerin des Jahres (2017)